# Обрушение казармы в Омске
Обрушение казармы в Омске — событие, произошедшее 12 июля 2015 года и повлекшее смерть 24 солдат срочной службы.
Крупнейшая катастрофа подобного[какого?] рода в российской армии за последние годы[какие?].

## Подробности происшествия
12 июля 2015 года в 22:40 произошло обрушение казармы 242-го учебного центра подготовки в посёлке Светлом города Омска. В момент обрушения в казарме спали 337 солдат-срочников, под завалами оказались 42 военнослужащих.
В результате ЧП погибли 24 человека, ещё 21 госпитализирован с травмами различной степени тяжести.

## Причины
По первым итогам, казарма в Омске обрушилась по вине строителей 1975 года и ремонтников 2013 года. Комплексная комиссия Министерства обороны по определению причин обрушения назвала некачественной кладку при строительстве здания казармы в 1973 году: большинство конструкций были сделаны практически без раствора. На протяжении 40 лет несущие конструкции постепенно размывались. Ремонт 2013 года только усугубил ситуацию: из-за отсутствия проекта тяжёлые плиты перекрытий и вентилируемый фасад были установлены без учёта несущей способности ветхих стен.
Тем не менее Следственный комитет рассматривает и иные версии.
По данным газеты «Коммерсантъ», к материалам дела также приобщена публикация «Красной Звезды» за 1990 год, рассказывающая об аналогичной послеремонтной аварии на территории военного городка в посёлке Светлом. Тогда секция здания, предназначенного для учащихся-артиллеристов, рухнула ещё до того, как в него заселили курсантов, поэтому ЧП обошлось без жертв и не вызвало большого резонанса.
На конец июля 2015 года по уголовному делу были арестованы начальник учебного центра и руководитель ООО «Ремэксстрой», проводившего ремонт казармы в 2013 году. Кроме того, СК РФ начал проверку в отношении чиновников Спецстроя и подотчётного Минобороны РФ предприятия-заказчика строительства.
В июле 2020 года обоих остававшихся под стражей обвиняемых по данному уголовному делу (Владислава Пархоменко и Дмитрия Баязова) перевели под домашний арест.

## Реакция
Министр обороны России Сергей Шойгу попросил прощения у родителей пострадавших солдат-срочников:

Простите нас за эту трагедию. Мы сделаем всё, чтобы вылечить ребят, и окажем вашим семьям всю необходимую помощь.

Министерство обороны решило проверить все здания 242-го учебного центра подготовки, посчитав, что они также могут представлять опасность из-за строительных ошибок.
Алексей Навальный заподозрил в коррупции организаторов и исполнителей ремонта 2013 года в казарме:

Вполне вероятно, что главная коррупционная схема заключалась в том, что 1) здание казармы было очевидно аварийным, 2) были выделены деньги на капитальный ремонт, 3) вместо капитального ремонта был произведен косметический, а остальные деньги украли, 4) несчастных солдат заселили в аварийное здание, покрашенное в новые весёленькие цвета.

Информационное агентство «РИА Новости» назвало трагедию крупнейшей подобной за последние годы в российской армии.